# Мартін Тейлор
Мартін Тейлор (англ. Martin Taylor, нар. 9 листопада 1979, Ашингтон) — англійський футболіст, що грав на позиції захисника.
Виступав, зокрема, за клуб «Блекберн Роверз», з яким став володарем Кубка Англійської ліги, а також молодіжну збірну Англії.

## Клубна кар'єра

### «Блекберн Роверз»
Тейлор народився в Ашингтоні, Нортамберленд, і навчався в середній школі Кремлінгтон. Він грав у футбол за «Кремлінгтон Джуніорс» до переходу в «Блекберн Роверз»: на початку сезону 1997/98 17-річний Тейлор підписав свій перший професійний контракт.
У сезоні 1998/99 Мартін дебютував за першу команду, зігравши три гри у Прем'єр-лізі, але команда вилетіла до Першого дивізіону, де захисник наступного року зіграв ще 6 матчів. Того ж сезону Мартіна здавали в оренди в «Дарлінгтон» і «Стокпорт Каунті», які допомогли Тейлору здобути впевненість у своїх силах.
З 2002 року Тейлор став стабільно грати за «Блекберн» і допоміг команді здобути перемогу у фіналі Кубка ліги над «Тоттенгем Готспур» (2:1).
Менеджером «Блекберна» Гремом Сунессом Тейлор розглядався як потенційна заміна для захисників Геннінга Берга і Крейга Шорта, але, як тільки Берг залишив клуб, Сунес підписав Лоренцо Аморузо, а потім оформив оренду Маркуса Баббеля, тому що відчував, що «Блекберн» потребує досвідчених центральних захисників.
У січні 2004 року Сунес, потребуючи грошей для нових трансферів, погодився продати Тейлора в «Бірмінгем Сіті» за 1,25 млн фунтів. Всього за рідку команду захисник зіграв 124 гри в усіх турнірах і забив 6 голів.

### «Бірмінгем Сіті»
2 лютого 2004 року Тейлор підписав контракт із «Бірмінгем Сіті» на три роки. Колишні товариші по «Блекберну» Девід Данн і Дам'єн Джонсон допомогли йому швидко влитися в колектив. Роб Келлі, у майбутньому директор молодіжної академії «Блекберна», заявив в інтерв'ю, що робота Тейлора з тренером «Бірмінгема» Стівом Брюсом має допомогти гравцеві виявити свій нереалізований потенціал.
Тейлор дебютував у «Бірмінгемі» у переможному матчі з «Евертоном» (3:0), а в наступній грі проти «Мідлсбро» він забив свій перший гол у чемпіонаті за клуб. Будучи не в змозі витіснити зі складу будь-кого зі зв'язки центральних захисників Меттью Апсон — Кенні Каннінгем, він регулярно грав у частині сезону, але не на своїй найбільш комфортній позиції, а в основному на правому фланзі оборони. Коли Брюс запрошував Тейлора до «Бірмінгему», він згадав про здатність гравця грати на будь-якій позиції у захисті, ця універсальність робила Тейлора ідеальним кандидатом на роль резервного гравця на випадок травми будь-кого з основних захисників.
У сезоні 2004/05 хороша форма Апсона і Каннінгема, а також прихід голландця Маріо Мельхіота з «Челсі» суттєво обмежили ігровий час Тейлора. У другій половині сезону 2005/06 він зіграв кілька матчів у період травми Апсона.

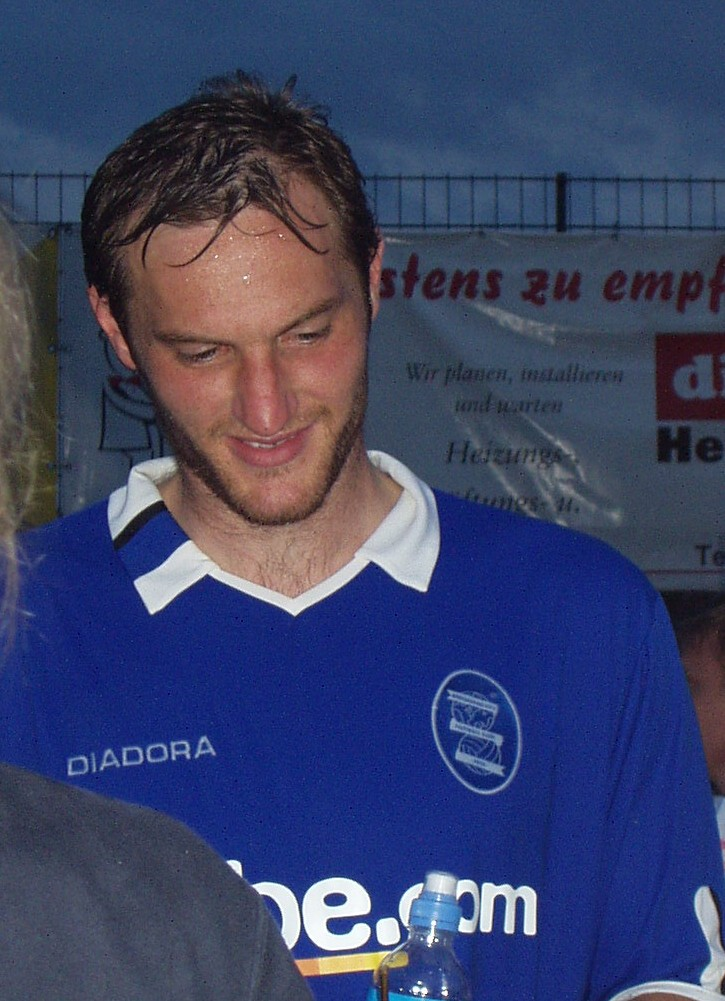
Тейлор у «Бірмінгем Сіті», 2004 рік.

Відхід Каннінгема та Мельхіота після вильоту «Бірмінгема» з Прем'єр-ліги, а також важка травма Апсона могли дозволити Тейлору стати основним захисником клубу в парі з новачком Брюно Н'Готті. Але Брюс запросив тунісця Раді Жаїді і віддав перевагу Олів'є Тебілі в основі, поки Жаїді набирав форму. Травма Н'Готті виявилася вдалою Тейлора. Він отримав капітанську пов'язку після того, як Дам'єн Джонсон зламав щелепу, і його зв'язка в центрі оборони з Жаїді допомогла «Бірмінгему» впевнено фінішувати на другому місці в Чемпіоншипі 2006/07 та повернутись до еліти. На знак визнання його цінності для клубу у квітні 2007 року з ним підписали новий трирічний контракт із можливістю продовження ще на два роки.
«Бірмінгем Сіті» повернувся до Прем'єр-ліги в сезоні 2007/08, і загострена конкуренція за місце в основі призвела до того, що Тейлор не грав протягом перших двох місяців сезону. 1 листопада 2007 року він перейшов в оренду в «Норвіч Сіті» на один місяць. У своїй дебютній грі проти «Іпсвіч Таун» через три дні Тейлор зіграв важливу роль у першому голі своєї команди: його навіс захисник «Іпсвіча» Овен Гарван перетворив на автогол. Тейлор забив у матчі проти «Блекпула» і додав міцності задній лінії «Норвіча». Хоча «Норвіч» розраховував продовжити оренду, це виявилося неможливим, і Тейлор повернувся в «Бірмінгем».
Після приходу Алекса Макліша на посаду тренера «Бірмінгема», Тейлор попросив про трансфер. Клуб прийняв пропозицію від «Квінз Парк Рейнджерс» про трансфер Тейлора за £1,25 млн, але гравець відкинув його.А після травми Рафаела Шмітца, від'їзду Жаїді на матчі за збірну та невдачі Макліша у підписанні нових захисників, дали Тейлору шанс. У січні 2008 року він зіграв гру проти «Дербі Каунті» і зберіг своє місце в основі в наступному матчі, незважаючи на повернення Шмітца та Жаїді, і вражаюча форма Тейлора дозволила йому залишатися в основі до кінця сезону.
23 лютого 2008 року на третій хвилині домашнього матчу «Бірмінгема» проти «Арсеналу» Тейлор здійснив фол на хорватському нападнику Едуардо, в результаті якого нападник отримав відкритий перелом лівої малогомілкової кістки і відкритий перелом лівої кісточки. Едуардо отримував допомогу на полі протягом семи хвилин, перш ніж ліг на операційний стіл у місцевій лікарні та був переведений до лондонської лікарні наступного дня. Травма була настільки страшною, що Sky Sports, яка вела трансляцію матчу, вирішила не показувати повторів інциденту. Тейлор був вилучений з поля.
У своєму післяматчевому інтерв'ю тренер Арсеналу Арсен Венгер закликав довічно дискваліфікувати Тейлора, але пізніше в той же день визнав, що ці слова були сказані в запалі. Незабаром після матчу «Бірмінгем» виступив із заявою, стверджуючи відсутність у Тейлора злого наміру та його душевні страждання, а також побажавши Едуардо якнайшвидшого одужання. Капітан збірної Хорватії Ніко Ковач назвав «звірячою» поведінку Тейлора, а в інтернеті стали з'являтися погрози на адресу гравця. Тренер «Бірмінгема» Алекс Макліш і нападник «Арсеналу» Ніклас Бендтнер, колишній товариш Тейлора по команді, наполягали, що він ніколи не був грубим гравцем.
На особисте прохання президента Зеппа Блаттера голова дисциплінарного комітету ФІФА розглянув справу про дискваліфікацію Тейлора, проте Футбольна федерація Англії не стала збільшувати триматчевий термін дискваліфікації, оскільки не побачила у діях гравця наміру.

### «Вотфорд»

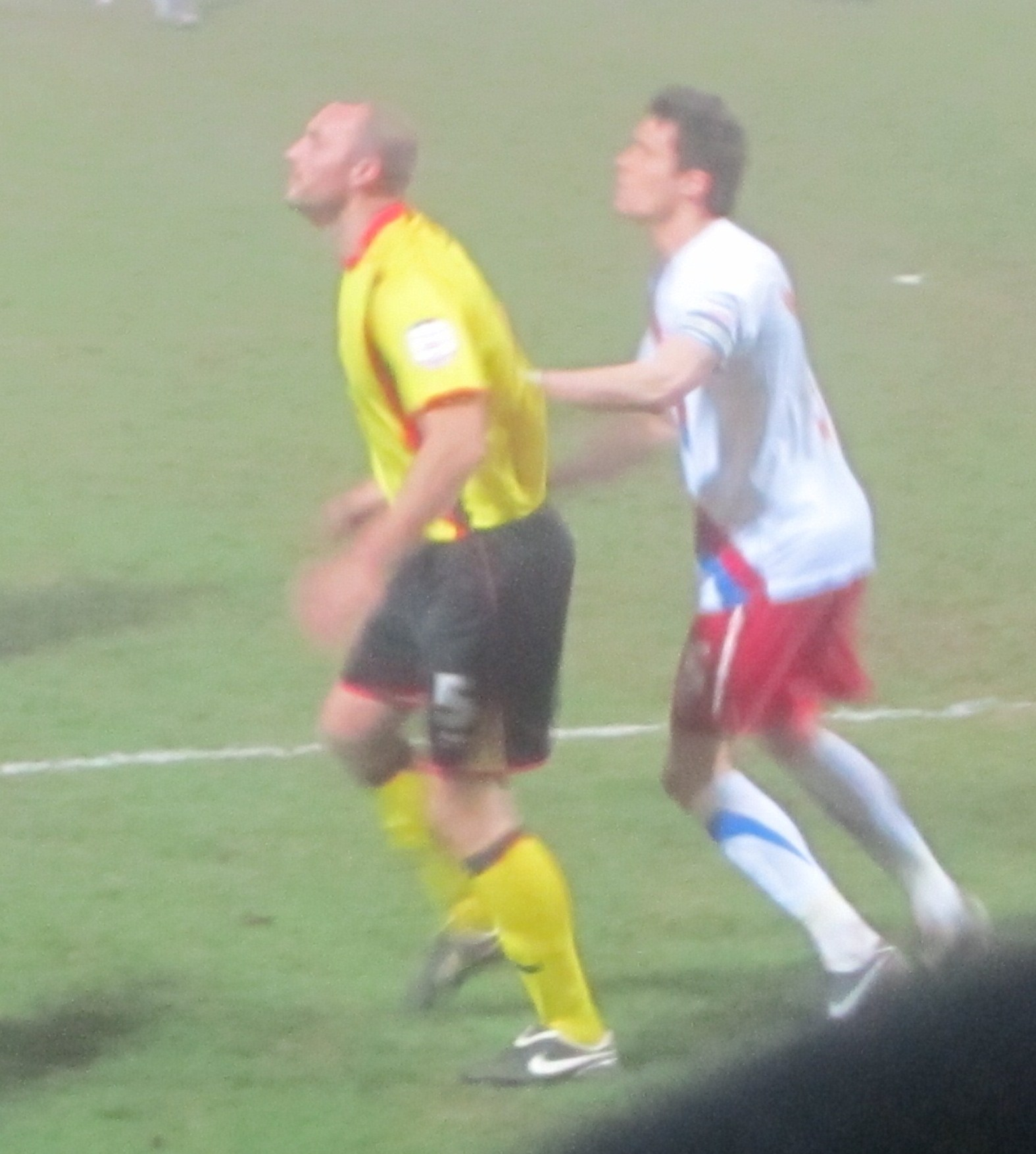
Мартін Тейлор (ліворуч) у складі «Вотфорда». 2011 рік.

Тейлор приєднався до «Вотфорда» з Чемпіоншипу на правах вільного агента 29 січня 2010 року, підписавши контракт на два з половиною роки. Він дебютував за «шершнів» 2 лютого, відігравши всі 90 хвилин проти «Шефілд Юнайтед». «Вотфорд» виграв матч з рахунком 3:0, а Тейлор допоміг команді здобути першу «суху» перемогу за останні два місяці. Тейлор забив свій перший гол за новий клуб у переможному матчі з «Брістоль Сіті» (2:0) наступного тижня.
Після відходу захисника Джея Демеріта Тейлор та Едріан Маріаппа стали основною зв'язкою центральних захисників у сезоні 2010/11. Незважаючи на боротьбу з травмою наприкінці сезону, Тейлор відіграв усі 46 матчу «Вотфорда». Він також відіграв ще три гри в інших турнірах та забив шість голів. Тейлор посів друге місце в голосуванні за Гравця сезону клубу «Вотфорд», поступившись лише найкращому бомбардиру турніру Денні Грему.
28 серпня Тейлор забив свій перший гол у сезоні 2011/12, в матчі проти колишнього клубу «Бірмінгем Сіті» (2:2). У жовтні він вивихнув ключицю після зіткнення під час домашнього матчу проти «Крістал Пелас» і пропустив три місяці. Його повернення було відкладено, коли він зламав палець на нозі у товариській грі у січні 2012 року. Зрештою він повернувся до матчу з «Вест Гем Юнайтед» на початку березня, вийшовши на заміну після травми Дейла Беннетта. Наприкінці сезону Тейлор підписав новий однорічний контракт із «Вотфордом».

### «Шеффілд Венсдей»
31 серпня 2012 року Тейлор підписав дворічний контракт з клубом Чемпіоншипу «Шеффілд Венсдей». Він зіграв лише тринадцять матчів у своєму першому сезоні, останнім з яких став матч у лютому 2013 року проти колишнього клубу «Бірмінгем Сіті».
Тейлор не грав цілий місяць на початку сезону 2013/14 і пішов у місячну оренду до клубу Ліги 1 «Брентфорда» 10 вересня. Він дебютував за клуб 14 вересня у матчі проти «Транмір Роверс» (4:3) і забив уже на другій хвилині, побивши клубний рекорд по найшвидшому голу у дебютному матчі. Він знову забив у своєму третьому матчі, чим допоміг клубу здобути перемогу над «Ковентрі Сіті» 2:0. Оренда Тейлора була продовжена на другий місяць, протягом якого він втратив місце в основі і повернувся до «Шефілда», зігравши ще п'ять матчів і один раз вийшовши на поле в Кубку Футбольної ліги. Наприкінці сезону Тейлор був відпущений клубом на правах вільного агента, а потім оголосив про припинення кар'єри.

## Виступи за збірну
В травні 2001 року Тейлор зіграв свій перший і єдиний матч у складі молодіжної збірної Англії, замінивши в перерві Джона Террі в товариському матчі проти Мексики. На молодіжний чемпіонат Європи 2002 року Тейлор був викликаний, щоб замінити травмованого Ледлі Кінга, але не зіграв жодного матчу.

## Статистика
| Клуб            | Сезон   | Чемпіонат       | Чемпіонат | Чемпіонат | Кубок Англії | Кубок Англії | Кубок ліги | Кубок ліги | Інше | Інше  | Всього | Всього |
| Клуб            | Сезон   | Ліга            | Ігор      | Голів     | Ігор         | Голів        | Ігор       | Голів      | Ігор | Голів | Ігор   | Голів  |
| --------------- | ------- | --------------- | --------- | --------- | ------------ | ------------ | ---------- | ---------- | ---- | ----- | ------ | ------ |
| Блекберн Роверз | 1998–99 | Прем'єр-ліга    | 3         | 0         | 0            | 0            | 0          | 0          | 0    | 0     | 3      | 0      |
| Блекберн Роверз | 1999–00 | Перший дивізіон | 6         | 0         | 1            | 0            | 2          | 0          | —    | —     | 9      | 0      |
| Блекберн Роверз | 2000–01 | Перший дивізіон | 16        | 3         | 6            | 1            | 5          | 0          | —    | —     | 27     | 4      |
| Блекберн Роверз | 2001–02 | Прем'єр-ліга    | 19        | 0         | 4            | 0            | 6          | 0          | —    | —     | 29     | 0      |
| Блекберн Роверз | 2002–03 | Прем'єр-ліга    | 33        | 2         | 3            | 0            | 3          | 0          | 3    | 0     | 42     | 2      |
| Блекберн Роверз | 2003–04 | Прем'єр-ліга    | 11        | 0         | 1            | 0            | 1          | 0          | 1    | 0     | 14     | 0      |
| Загалом         | Загалом | Загалом         | 88        | 5         | 15           | 1            | 17         | 0          | 4    | 0     | 124    | 6      |
| Дарлінгтон      | 1999–00 | Третій дивізіон | 4         | 0         | —            | —            | —          | —          | —    | —     | 4      | 0      |
| Стокпорт Каунті | 1999–00 | Перший дивізіон | 7         | 0         | —            | —            | —          | —          | —    | —     | 7      | 0      |
| Бірмінгем Сіті  | 2003–04 | Прем'єр-ліга    | 12        | 1         | —            | —            | —          | —          | —    | —     | 12     | 1      |
| Бірмінгем Сіті  | 2004–05 | Прем'єр-ліга    | 7         | 0         | 1            | 0            | 1          | 0          | —    | —     | 9      | 0      |
| Бірмінгем Сіті  | 2005–06 | Прем'єр-ліга    | 21        | 0         | 3            | 0            | 4          | 0          | —    | —     | 28     | 0      |
| Бірмінгем Сіті  | 2006–07 | Чемпіоншип      | 31        | 0         | 3            | 1            | 4          | 0          | —    | —     | 38     | 1      |
| Бірмінгем Сіті  | 2007–08 | Прем'єр-ліга    | 4         | 0         | 0            | 0            | 1          | 0          | —    | —     | 5      | 0      |
| Бірмінгем Сіті  | 2008–09 | Чемпіоншип      | 24        | 1         | 0            | 0            | 1          | 0          | —    | —     | 25     | 1      |
| Бірмінгем Сіті  | 2009–10 | Прем'єр-ліга    | 0         | 0         | 0            | 0            | 0          | 0          | —    | —     | 0      | 0      |
| Всього          | Всього  | Всього          | 99        | 2         | 7            | 1            | 11         | 0          | —    | —     | 117    | 3      |
| Норвіч Сіті     | 2007–08 | Чемпіоншип      | 8         | 1         | —            | —            | —          | —          | —    | —     | 8      | 1      |
| Вотфорд         | 2009–10 | Чемпіоншип      | 19        | 2         | —            | —            | —          | —          | —    | —     | 19     | 2      |
| Вотфорд         | 2010–11 | Чемпіоншип      | 46        | 6         | 2            | 0            | 1          | 0          | —    | —     | 49     | 6      |
| Вотфорд         | 2011–12 | Чемпіоншип      | 22        | 1         | 0            | 0            | 0          | 0          | —    | —     | 22     | 1      |
| Вотфорд         | 2012–13 | Чемпіоншип      | 3         | 1         | —            | —            | 2          | 0          | —    | —     | 5      | 1      |
| Всього          | Всього  | Всього          | 90        | 10        | 2            | 0            | 3          | 0          | —    | —     | 95     | 10     |
| Шеффілд Венсдей | 2012–13 | Чемпіоншип      | 11        | 0         | 2            | 0            | —          | —          | —    | —     | 13     | 0      |
| Шеффілд Венсдей | 2013–14 | Чемпіоншип      | 0         | 0         | 0            | 0            | 0          | 0          | —    | —     | 0      | 0      |
| Всього          | Всього  | Всього          | 11        | 0         | 2            | 0            | 0          | 0          | —    | —     | 13     | 0      |
| Брентфорд       | 2013–14 | Перша ліга      | 5         | 2         | —            | —            | —          | —          | 1    | 0     | 6      | 2      |
| Загалом         | Загалом | Загалом         | 312       | 20        | 26           | 2            | 31         | 0          | 5    | 0     | 374    | 22     |

1. 1 2  Кубок УЄФА
2. ↑  Трофей Футбольної ліги

## Досягнення
- Володар Кубка Англійської ліги: 2002

## Особисте життя
Син Мартіна, Калеб Тейлор, теж став футболістом і став виступати на позиції центрального захисника.